# Sun Chunlan
Sun Chunlan, chino simplificado: 孙春兰, chino tradicional: 孙春兰, pinyin: Sun Chunlan, (Raoyang, 1950) es una política china y actual vice primera ministra de la República Popular China.

## Biografía
Sun nació en el condado de Raoyang, Hebei, en mayo de 1950. Después de graduarse con el título en mecánica de la Academia Tecnológica Industrial de  Anshan en Liaoning, trabajó en la fábrica de relojes de Anshan. Allí se logró formar en la planta de producción una base del Partido, que se incorporó en mayo de 1973. Ella sirvió como jefe del partido en Dalian desde 2001 hasta el 2005, antes de ser trasladada a trabajar en Pekín. Fue jefe del Partido de la provincia de Fujian entre diciembre de 2009 y noviembre de 2012.
Fue miembro suplente de los 15° y 16° comités centrales del Partido Comunista de China, y miembro de pleno derecho del 17° Comité Central. Fue elegida miembro del 18° Buró Político del Partido Comunista de China en noviembre de 2012. Fue nombrada vicepresidente ACFTU en la Tercera Sesión del Comité Ejecutivo 14a ACFTU y Primer Secretario de la Secretaría de la ACFTU en la octava reunión del Presidium el 14 de diciembre de 2005.
Anteriormente se desempeñó como secretaria del Partido Comunista de China en la ciudad costera de Tianjin, el más alto cargo en el municipio, siendo la única mujer a nivel provincial jefe del partido en China, y la segunda en la historia de China.
Desde el 19 de marzo de 2018 se desempeña como vice primera ministra de la República Popular China.